# Vitus Rubianto Solichin
Vitus Rubianto Solichin, né le 15 novembre 1968 à Semarang, est un évêque catholique indonésien, évêque de Padang depuis le 7 octobre 2021.

## Biographie

### Formation
Il a étudié à la Faculté de philosophie Driyarkara de Jakarta et au Collège théologique pontifical Wedabhakti de Yogyakarta.
Vitus Rubianto Solichin devint membre de la Société de saint François Xavier pour les missions étrangères le 18 mars 1996 après avoir fréquenté le séminaire pour hommes de Mertoyudan.
De 1997 à 2001, il étudie à l'Institut biblique pontifical de Rome et obtient son diplôme. De 2007 à 2012, il a de nouveau étudié à Rome, se spécialisant en théologie biblique à l'université pontificale grégorienne.

### Principaux ministères

#### Prêtre
Il est ordonné prêtre de la Société de saint François Xavier pour les missions étrangères le 7 juillet 1997 par l'évêque de Padang, Martinus Dogma Situmorang.
Il a ensuite enseigné au Collège de philosophie Driyarkara et au séminaire du diocèse de Bandung jusqu'en 2007.
À partir de 2013, il fut à nouveau professeur à la Faculté de philosophie de Driyarkara et était responsable des affaires académiques en tant que directeur adjoint.
Il a été membre de l'équipe de formation et du Conseil provincial de sa communauté religieuse d'Indonésie.
Depuis 2015, il est recteur du scolasticat philosophique de Jakarta et depuis 2018 président de l'Association indonésienne des biblistes.

#### Évêque
Le 3 juillet 2021, le pape François le nomma évêque de Padang. Le nonce apostolique en Indonésie (en), Piero Pioppo, l'ordonna évêque le 7 octobre de la même année au sein de la cathédrale de Padang. Les co-consécrateurs étaient l'archevêque de Medan, Kornelius Sipayung, de l'ordre des Frères mineurs capucins, ainsi que l'évêque de Pangkal Pinang, Adrianus Sunarko, également de l'ordre des Frères mineurs capucins.